# Pachydota inermis
Pachydota inermis är en fjärilsart som beskrevs av William Schaus 1910. Pachydota inermis ingår i släktet Pachydota och familjen björnspinnare. Inga underarter finns listade i Catalogue of Life.